# Jackie Fields
Jackie Fields (właśc. Jacob Finkelstein, ur. 9 lutego 1908 w Chicago, zm. 3 czerwca 1987 w Las Vegas) – amerykański bokser wagi piórkowej pochodzenia żydowskiego, złoty medalista Letnich Igrzysk Olimpijskich 1924 w Paryżu. Podczas kariery amatorskiej wygrał 51 z 54 odbytych walk.

## Kariera zawodowa
Po sukcesach na igrzyskach olimpijskich Fields w 1925 został bokserem zawodowym. Wygrał walki z takimi zawodnikami jak Mushy Callahan, Sammy Baker, Vince Dundee i Jack Zivic. W marcu 1929 po 10 rundach pokonał na punkty Jacka Thompsona. W lipcu tego samego roku obronił tytuł na skutek dyskwalifikacji Joe Dundeego. W maju 1930 po 15-rundowym pojedynku stracił tytuł mistrza świata na rzecz Jacka Thompsona. Po przegranej walce na 2 lata przerwał karierę sportową. W 1932 uległ wypadkowi samochodowemu na skutek którego stracił wzrok w jednym oku. W lutym 1933 stracił tytuł mistrza świata na rzecz Younga Corbetta III.
W 2004 roku został wprowadzony do Międzynarodowej Galerii Sław Boksu.